# Ballybofey
Ballybofey (Iers: Bealach Féich) is een kleine stad in het Ierse graafschap Donegal. De plaats, gelegen aan de rivier de Finn,  telt 3.300 inwoners.

## Sport
- Finn Harps, voetbalclub